# Lochmorhynchus borrori
Lochmorhynchus borrori là một loài ruồi trong họ Asilidae. Lochmorhynchus borrori được Artigas miêu tả năm 1970. Loài này phân bố ở vùng Tân nhiệt đới.